# Friedrich Georg Hendel
Friedrich Georg Hendel, född 14 december 1874 i Wien, död 26 juni 1934 i Baden, var en österrikisk entomolog som främst var intresserad av tvåvingar. Han beskrev många nya arter och gjorde viktiga bidrag i forskningen om tvåvingarnas högre taxonomi. Hendels samlingar finns på Naturhistorisches Museum i Wien.
Auktorsnamnet Hendel kan användas för Friedrich Georg Hendel i samband med ett vetenskapligt namn inom zoologin; se Wikipedia-artiklar som länkar till auktorsnamnet.